# Mannetsaari
Mannetsaari är en ö i Finland. Den ligger i sjön Puula och i kommunen Hirvensalmi i den ekonomiska regionen  S:t Michel och landskapet Södra Savolax, i den södra delen av landet, 210 km nordost om huvudstaden Helsingfors. Öns area är 25,3 hektar och dess största längd är 0,9 kilometer i sydöst-nordvästlig riktning.